# تیلور رین
تیلور رین (به انگلیسی: Taylor Rain) (زادهٔ ۱۶ آگوست ۱۹۸۱در لانگ بیچ کالیفرنیا) هنرپیشهٔ پیشین فیلم‌های پورنو آمریکایی است.

## درباره
رین فعالیت‌اش در صنعت پورن را از نوامبر سال ۲۰۰۱ آغاز کرد و تخمین زده‌می‌شود تا سال ۲۰۰۳ در ۲۰۰ الی ۲۵۰ فیلم هنرنمایی کرده‌باشد.
در دسامبر ۲۰۰۵ رین اعلام کرد که تصمیم گرفته از حرفهٔ بازیگری در فیلم‌های بزرگسالان کناره‌گیری کند و می‌خواهد تشکیل خانواده دهد. اما کمپانی طرف قراردادش با وجود اعلام کناره‌گیری او قراردادش را برای ۲ سال دیگر تمدید کرد. رین همچنین وب‌سایت رسمی‌اش را پس از اعلام کناره‌گیری از بازیگری، راه‌اندازی کرد. او در سال ۲۰۰۶ در وب‌سایت‌اش اعلام کرد که باردار شده‌است اما ۱ ماه بعد آن خبر را تکذیب کرد.
در سال ۲۰۰۷ رین به‌خاطر مصرف ماری‌جوانا و رانندگی در حالت غیرعادی به‌مدت ۲۰ روز زندانی شد. او پس از خروج از زندان تصمیم گرفت اعتیادش را ترک کند و پس از آن به مشارکت در انجمن‌های معتادان گمنام و الکلی‌های گمنام روی آورد.

## جایزه‌ها
- ۲۰۰۴: برندهٔ جایزهٔ ایکس‌آرسی‌او برای بهترین صحنهٔ سکس گروهی
- ۲۰۰۶: برندهٔ جایزهٔ اِف.اِی.اِم.ای به‌عنوان استارلت محبوب سکس مقعدی